# Tamenus indicus
Espèce
Tamenus indicus est une espèce de pseudoscorpions de la famille des Atemnidae.

## Distribution
Cette espèce est endémique d'Inde.

## Étymologie
Son nom d'espèce lui a été donné en référence au lieu de sa découverte, l'Inde.

## Publication originale
- Sivaraman, 1980 : « Pseudoscorpions from south India: some new species of the family Atemnidae Chamberlin (Pseudoscorpionida: Monosphyronida) ». Oriental Insects, vol. 14, no 3, p. 345-362.